# Lienardia gravelyi
Lienardia gravelyi é uma espécie de gastrópode do gênero Lienardia, pertencente a família Clathurellidae.